# Catedral de Palmi

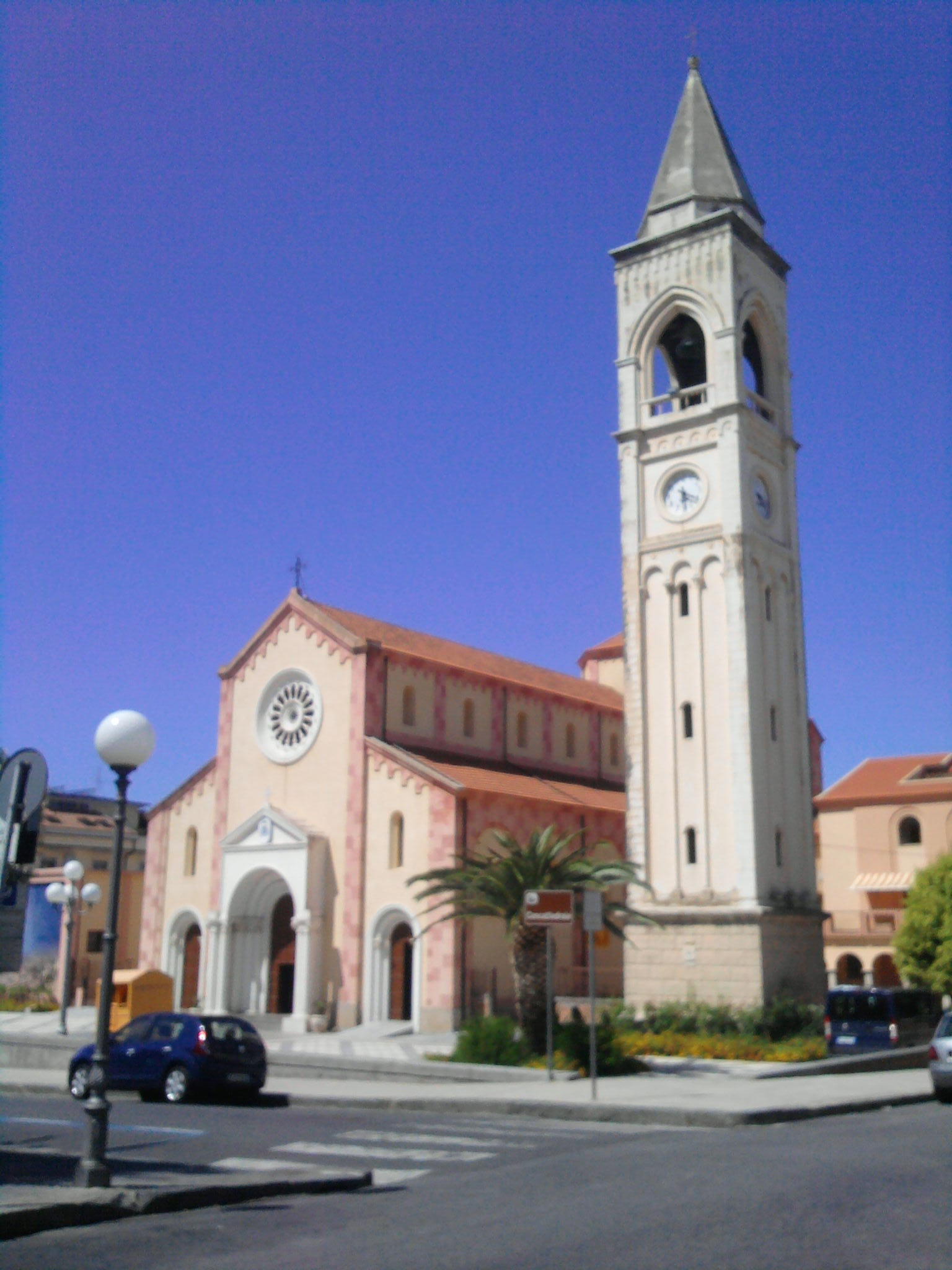
Fachada de la iglesia

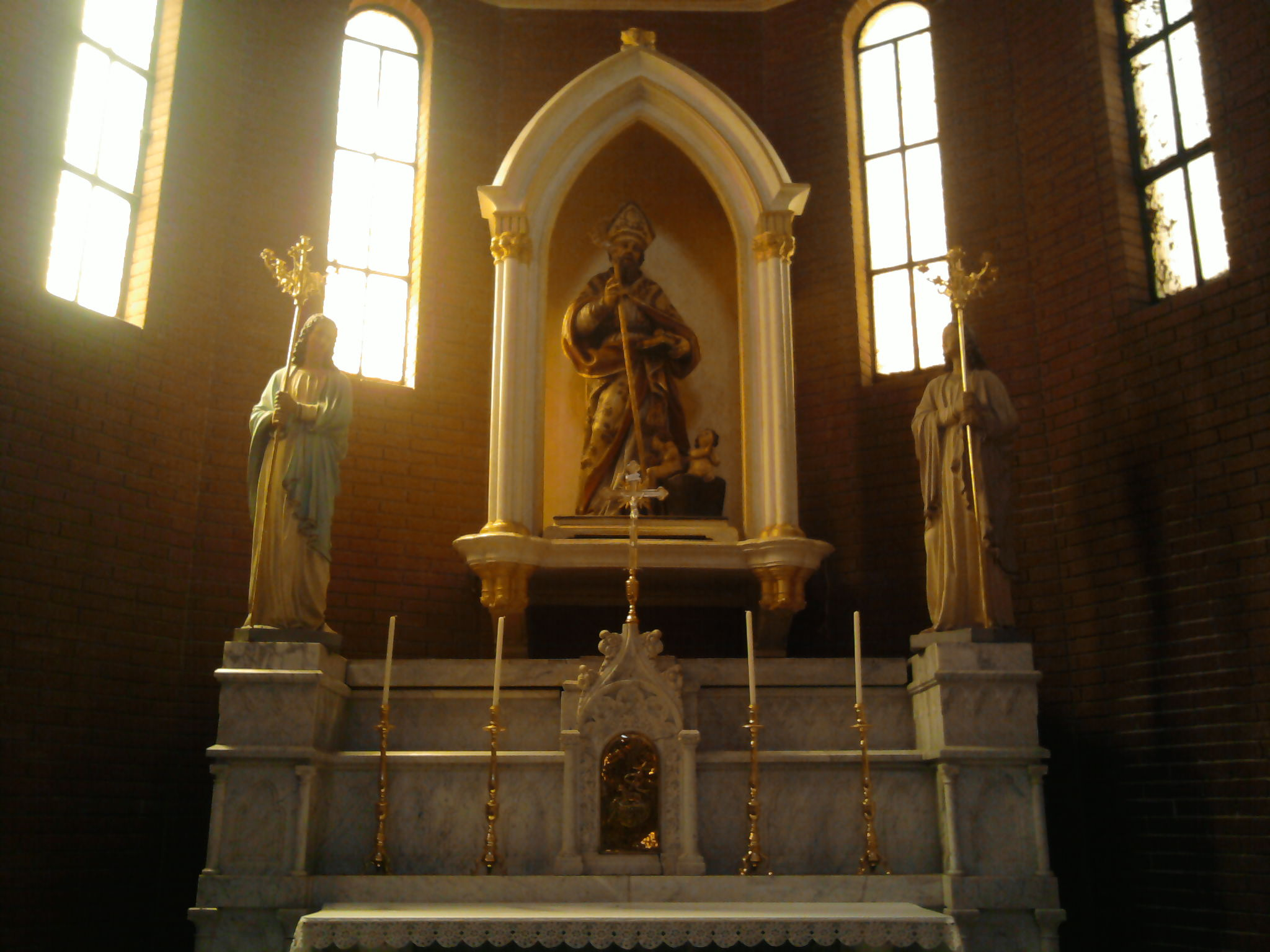
Ábside y la estatua de San Nicolás

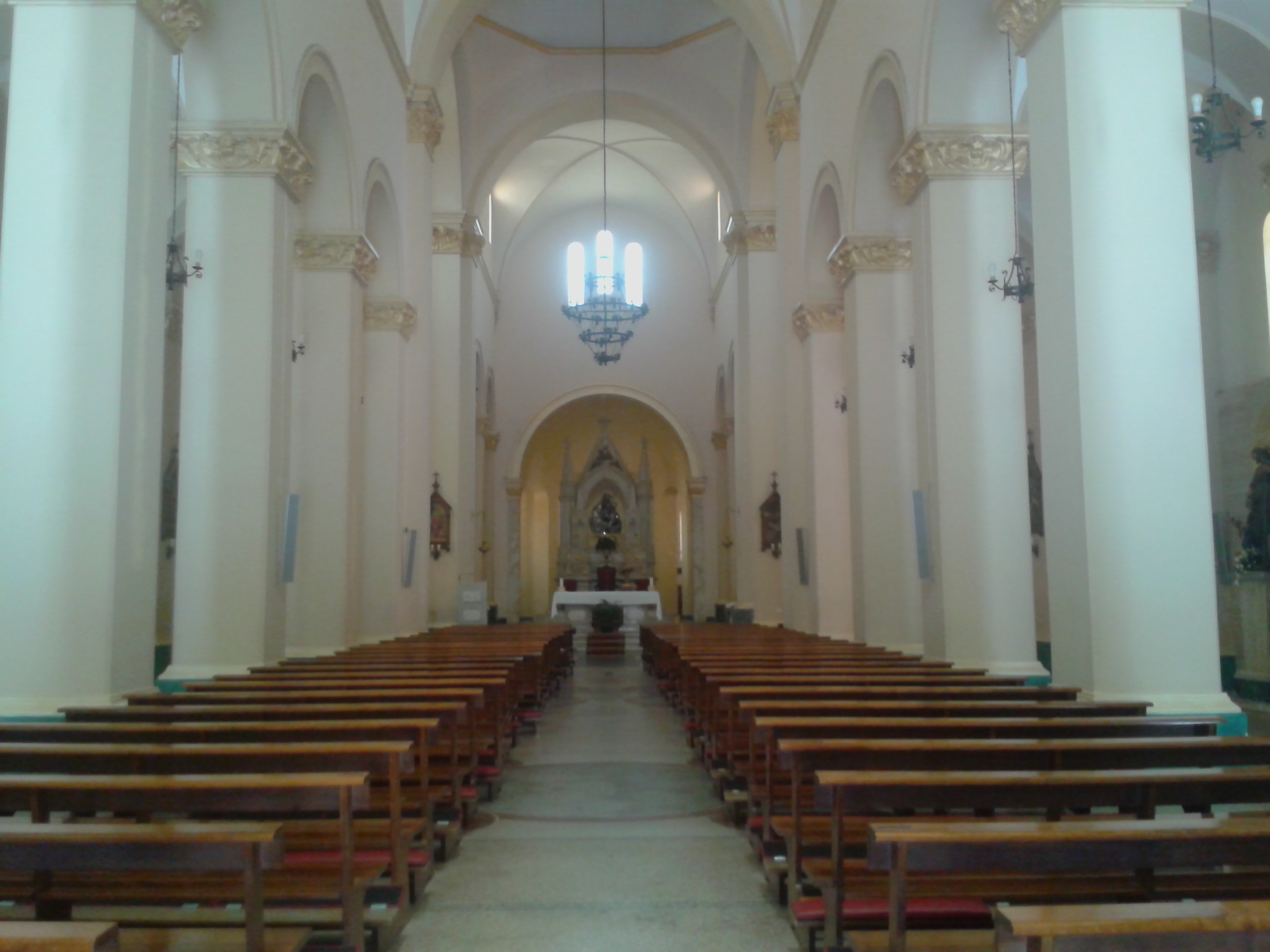
El interior de la iglesia

La concatedral de San Nicolás (del italiano: Concattedrale di Palmi) es la principal iglesia católica de Palmi, sur de Italia. Dedicada a San Nicolás de Bari (en italiano, San Nicola). La concatedral de Palmi es famosa por albergar la reliquia del Cabello Sagrado.

## Historia
No se han reportado con exactitud en la época en que se estableció la parroquia. Entre 1310 y 1311, se atestigua en Palmi la iglesia de San Nicolás fue el único en el pueblo.
La iglesia de San Nicolás se volvió a recordar en algunos actos de 1532. La iglesia, en 1586, se puso de manifiesto de las murallas de la ciudad y en su interior se encuentra la Hermandad de San Nicolás. En 1664 se fundó en lugar de una Hermandad en el Purgatorio.
En el siglo XVIII, el clero y las autoridades de Palmi se esforzó porque la iglesia fue elevada a colegiata. El 25 de agosto de 1741, el obispo de Mileto Marcello Filomarini, erigido 's ilustre colegiado Palmi, habiendo obtenido del Papa Benedicto XIII bula papal. La iglesia, que fue reconstruida en el período 1740-1743, fue destruida por el terremoto del 5 de febrero de 1783. En marzo de 1786 la iglesia fue reconstruida.
La iglesia fue dañada de nuevo por un terremoto en 1894. Luego se dispuso una vez más en su reconstrucción, pero vino el terremoto de 1908 que causó graves daños a la estructura que el uso de prejuicios. Por lo tanto, en 1909, se procedió a la demolición del edificio. La colegiata nueva y actual de San Nicolás, se abrió al culto en 1932 y se dedicó a la Virgen de la Carta, el principal protector de la ciudad. En la fachada principal, al lado de la iglesia se terminó en 1956, la Torre Cívica con el reloj.
El 10 de junio de 1979, de conformidad con el decreto Quo aptius de la Congregación para los Obispos, que se volvieron a trazar los límites de las diócesis de Calabria y renombrado de la diócesis de Mamertina Oppido en la diócesis de Oppido Mamertina-Palmi, la colegiata de San Nicolás asumió el título concatedral de la diócesis.

## Descripción
El edificio es de estilo neo-románico. En la fachada principal se coloca un toldo artística y un porche y un pequeño pórtico con cuatro columnas. En la parte izquierda se encuentra la ciudad torre cívica, que funciona también como una torre campanario de la iglesia. En su interior, de planta de cruz latina, hay una nave y dos pasillos en la que hay dos ábsides, respectivamente, a San Nicolás, el santo patrón de la ciudad, y al Sagrado Corazón. Por encima de la cubierta son cúpula octogonal, sin ventanas, y el lado de la iglesia hay una capilla para oficiar funciones menores.
En las paredes de los pasillos se puede ver:
- un cuadro de San José con el Niño Jesús (1892)
- una pintura de San Francisco de Asís en la adoración de la Cruz (1932)
- una estatua de madera de San José con el Niño Jesús (siglo XVIII)
- una estatua de madera de la Asunción de María (siglo XVIII).

En el altar mayor, de mármol, se expone un precioso icono antiguo de Nuestra Señora de la Carta y el Niño (1774). En una capilla, construida recientemente, es un santuario en el que se coloca la reliquia del "Cabello Sagrado".